# Rojewo (powiat Inowrocławski)
Rojewo is een dorp in het Poolse woiwodschap Koejavië-Pommeren, in het district Inowrocławski. De plaats maakt deel uit van de gemeente Rojewo.

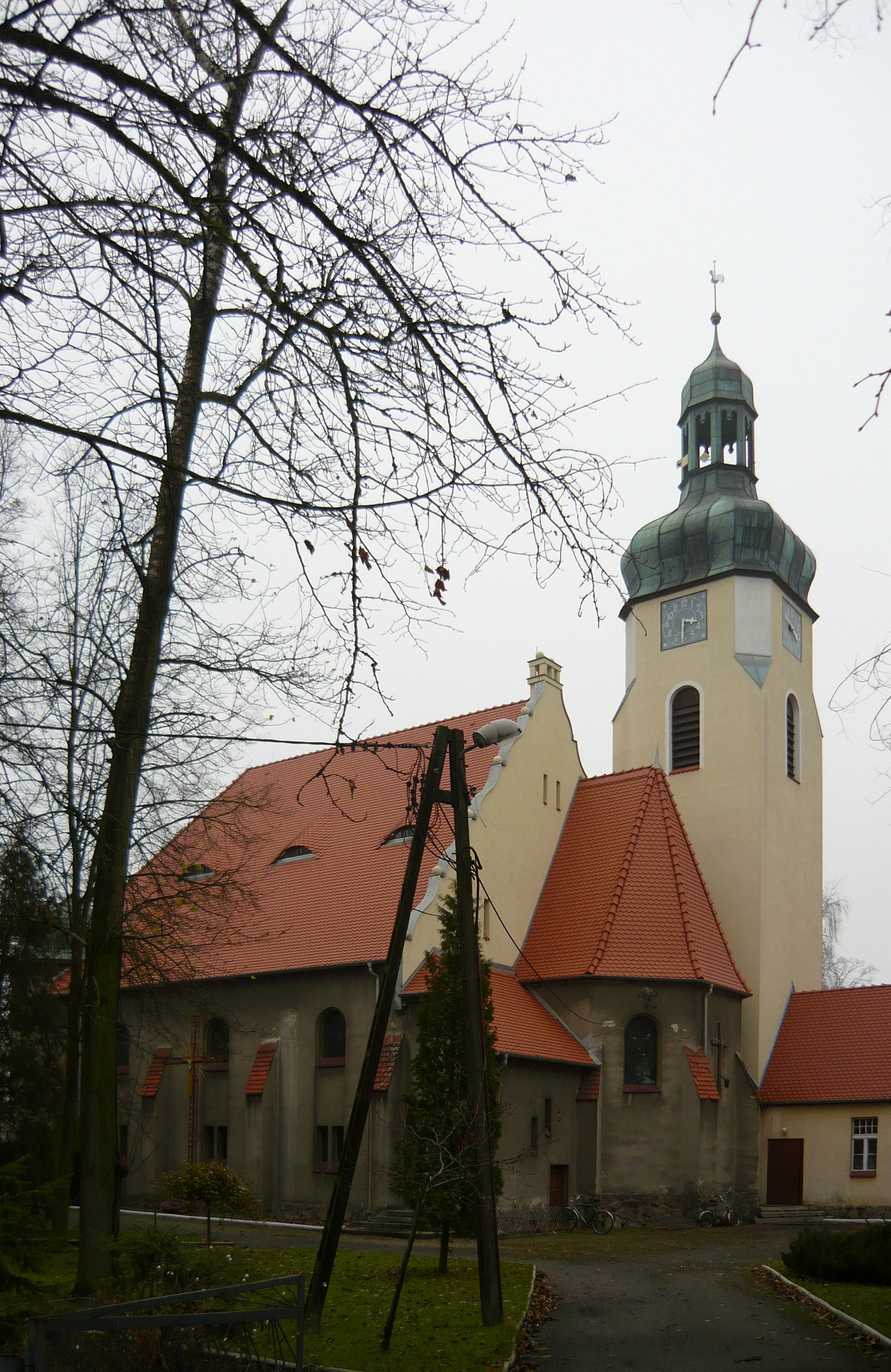
Kerk van Rojewo